# دانيال بيلمير
دانيال بيلمير هو محامي كندي، ولد في 1952.